# Blatina kraj Sobre (Mljet)
Das FFH-Gebiet Blatina kraj Sobre (Mljet) liegt auf der Insel Mljet in der Gespanschaft Dubrovnik-Neretva im Süden Kroatiens. Das etwa 10,5 ha große Schutzgebiet umfasst einen Brackwassersee in einer Karstsenke, der im Sommer eine etwa 4 ha große und im Winter eine etwa 9 ha große Wasseroberfläche hat. Der Wasserspiegel schwankt zwischen 0,5 m. i. J. im Sommer und 5 m. i. J. im Winter. Im Zentrum befinden sich unter der Wasseroberfläche zwei trichterförmige Karsthöhlen, die Jaz und Struga genannt werden. Der See ist insbesondere für Libellen, wie dem Seedrache (Lindenia tetraphylla) und dem Teufelchen (Selysiothemis nigra) ein wichtiger Lebensraum.
Das Wasser im See ist brackig, da eine Verbindung zum Meer besteht. Aus dem See wird mit einer Entsalzungsanlage Trinkwasser für die Insel Mljet gewonnen. 

## Schutzzweck

### Lebensraumtypen
Folgende Lebensraumtypen nach Anhang I der FFH-Richtlinie sind für das Gebiet gemeldet:
| EU Code | * | Lebensraumtyp (offizielle Bezeichnung)                                                     | Fläche [ha] |
| ------- | - | ------------------------------------------------------------------------------------------ | ----------- |
| 3140    |   | Oligo- bis mesotrophe kalkhaltige Gewässer mit benthischer Vegetation aus Armleuchteralgen |             |

### Arteninventar
Folgende Arten von gemeinschaftlichem Interesse sind für das Gebiet gemeldet:
| Bild      | EU Code | * | Art       | wissenschaftlicher Name | Artengruppe |
| --------- | ------- | - | --------- | ----------------------- | ----------- |
| Seedrache | 1043    |   | Seedrache | Lindenia tetraphylla    | Insekten    |